# Профессорский роман

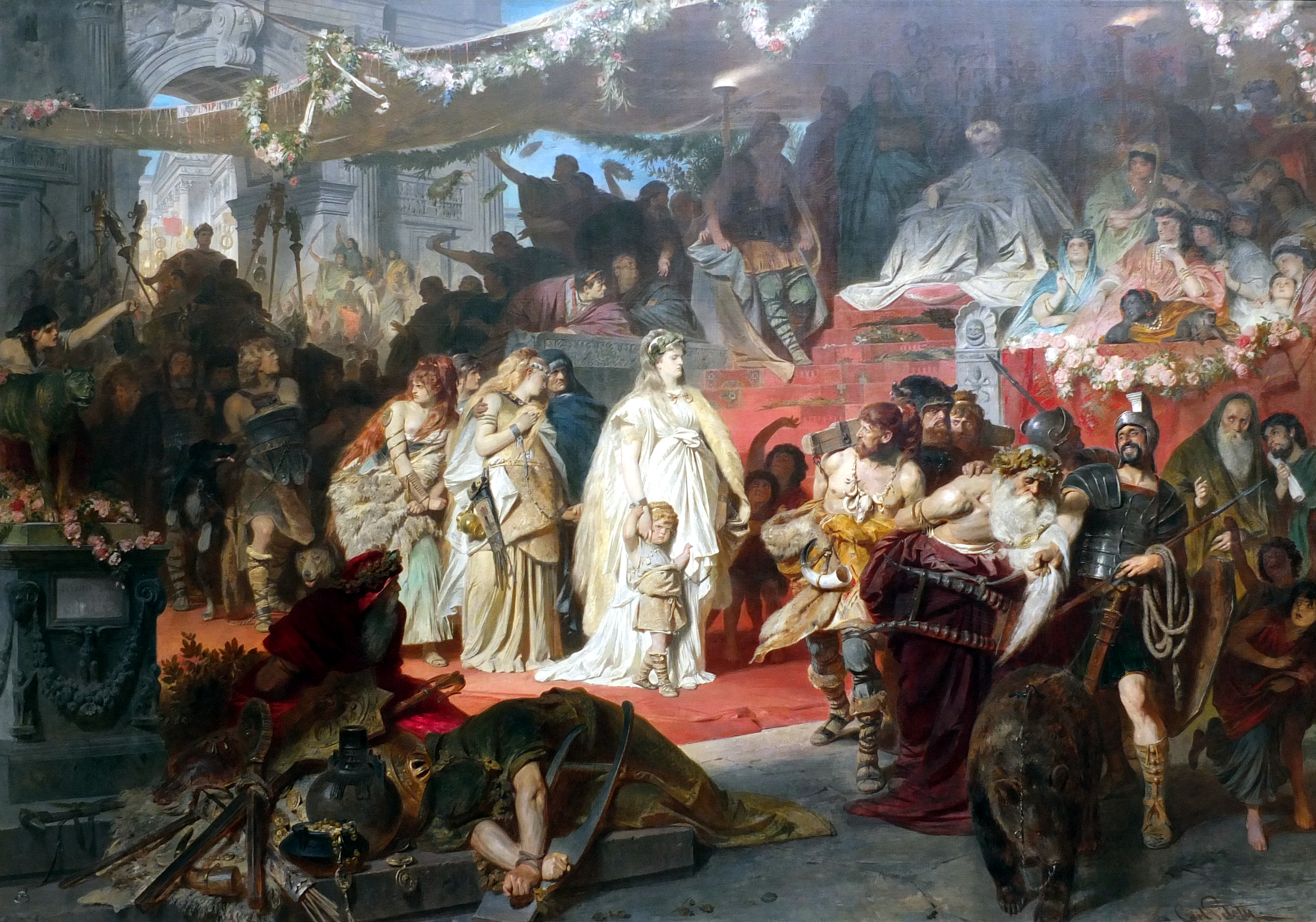
Карл фон Пилоти. Туснельда в триумфе Германика. 1873, холст, масло, 490 × 710 см. Новая пинакотека, Мюнхен

«Профе́ссорский рома́н» (нем. Professorenroman) — специфический поджанр исторических романов, распространённый в Германии и Австрии середины и второй половины XIX века. Типичные авторы: Георг Эберс, Феликс Дан, Йозеф Виктор фон Шеффель, Карл Шпиндлер, Эрнст Экштейн, Густав Фрейтаг, Фердинанд Грегоровиус. Творчество Эберса могло также обозначаться как «Фараонов роман» (Pharaonenroman) или «археологический роман» (Archäologischer Roman). Характерной особенностью жанра является то, что в роли писателей оказывались профессиональные учёные — историки и археологи (реже юристы и филологи), которые стремились сохранить психологическую разработку персонажей и эпическое художественное пространство романа, но при этом быть максимально точными в передаче особенностей исторического прошлого и всех деталей повседневности.
Жанр возник в немецкой литературе под воздействием романа «Последние дни Помпеи» английского писателя Эдуарда Булвер-Литтона. В стилевом отношении профессорские романы рассматриваются как разновидность натурализма, а резкий всплеск популярности жанра после 1870-х годов объяснялся ростом германского национализма после победы во Франко-прусской войне. В профессорских романах исподволь проводилась идеология превосходства нордических народов над изнеженными и слабохарактерными обитателями юга, что особенно заметно в эпопее Феликса Дана «Битва за Рим». Существенным элементом немецкого исторического жанра также была демонстрация широчайшей эрудиции их авторов. По мнению исследователя Отто Беста, к концу XX века исторические романы всё более и более вытесняются научно-популярной литературой. Жанровые профессорские романы сосредоточены на научной добросовестности и эрудиции их авторов, а не на решении собственно литературных задач. Этот же автор предлагал для данного поджанра определение «антикварный роман». Выдвигалось также предположение, что профессорский роман — подвид развлекательной литературы, предлагающей «внесение приключений и экзотики давно минувших дней, что оживляло монотонность повседневности» путём переплетения сюжета с историческими и археологическими подробностями. Романы Ф. Дана и Г. Эберса функционально напоминают историческую живопись Карла Пилоти, в которой исторические герои предстают в театральных позах в подчёркнуто роскошной обстановке.
В англоязычном литературоведении термин Professorenroman приобрёл пренебрежительный оттенок. Исследователь Питер Пэрет особо критиковал серию романов Г. Фрейтага «Предки» (Die Ahnen), действие которых разворачивалось в Германии от позднеримских времён до революции 1848 года, и «Битву за Рим» Ф. Дана. Обоим циклам было свойственно, согласно мнению критика, «педантичная неуклюжесть при обращении с человеческой драмой и комедией», а также превалирование Geschichte над Geschichten, то есть эпической Истории над рассказываемыми историями. Тем не менее, профессорский роман сыграл огромную роль в развитии исторического жанра, так как его представители максимально стремились к аутентичности в воспроизведении жизненных реалий прошлого, религиозной и политической ситуации. Большое внимание уделялось и историчности мышления и взглядов главных героев, которые должны были соответствовать изображаемой реальности.